# Liste der Mitglieder im Schlesischen Landtag 1874
Diese Liste nennt die Abgeordneten im Schlesischen Landtag im Jahr 1874.

## Abgeordnete
| Abgeordneter                             | Beruf                                                         | Kurie                      | Wahlkörper                                             |
| ---------------------------------------- | ------------------------------------------------------------- | -------------------------- | ------------------------------------------------------ |
| Dr. Heinrich Förster                     | Fürstbischof von Breslau                                      | Virilstimme                |                                                        |
| Georg Freiherr von Beess                 | k.k. Kämmerer, Gutsbesitzer von Roy                           | Großgrundbesitz            | I Wahlkörper                                           |
| Emanuel Glaßner                          | Gutsbesitzer von Wigstein                                     | Großgrundbesitz            | I Wahlkörper                                           |
| Graf Amand von Kuenburg                  | k.k. Landgerichtspräsident in Pension                         | Großgrundbesitz            | II Wahlkörper                                          |
| Adolf Latzel                             | Guts- und Fabrikbesitzer in Domsdorf                          | Großgrundbesitz            | II Wahlkörper                                          |
| Moritz Rohrmann                          | Gutsbesitzer in Nieder-Bludowitz                              | Großgrundbesitz            | II Wahlkörper                                          |
| Freiherr Emerich von Mattencloid         | auf Schumburg                                                 | Großgrundbesitz            | II Wahlkörper                                          |
| Zdenko Freiherr von Sedlnitzky           | Rittmeister außer Dienst, auf Wagstadt                        | Großgrundbesitz            | II Wahlkörper                                          |
| Emanuel Freiherr von Spens               | Gutsbesitzer in Roppitz                                       | Großgrundbesitz            | II Wahlkörper                                          |
| Ludwig Wellersdorf                       | Gutsbesitzer in Neuhof                                        | Großgrundbesitz            | II Wahlkörper                                          |
| Franz von Miller                         | Fabrikbesitzer in Hruschau                                    | Handels- und Gewerbekammer |                                                        |
| Dr. jur. Max Menger                      | Hof- und Gerichtsadvokat in Wien                              | Handels- und Gewerbekammer |                                                        |
| Karl Dorasil                             | Kaufmann in Troppau                                           | Städte                     | Troppau                                                |
| Dr. jur. Anton Heinz                     | mährisch-schlesischer Landesadvokat in Troppau                | Städte                     | Troppau                                                |
| Dr. jur. Johann Demel Ritter von Elswehr | Bürgermeister, mährisch-schlesischer Landesadvokat in Teschen | Städte                     | Teschen                                                |
| Dr. Theodor Haase                        | Senior und evangelischer Pfarrer in Bielitz                   | Städte                     | Bielitz                                                |
| Dr. jur. Emil Rodler                     | mährisch-schlesischer Landesadvokat in Troppau                | Städte                     | Wagstadt, Wigstadtl, Odrau, Königsberg                 |
| Dr. jur. Eduard Neusser                  | mährisch-schlesischer Landesadvokat in Troppau                | Städte                     | Freudenthal, Benisch, Engelsberg, Würbenthal           |
| Rudolf Theodor Seeliger                  | Bürgermeister in Biala                                        | Städte                     | Jägerndorf, Olbersdorf                                 |
| Dr. jur. Karl Wilhelm Dietrich           | mährisch-schlesischer Landesadvokat in Troppau                | Städte                     | Freiwaldau, Jauernig, Zuckmantel, Friedeberg, Weidenau |
| Josef Preiß                              | Kaufmann und Bürgermeister in Friedek                         | Städte                     | Friedek, Oberberg, Freistadt                           |
| Viktor Lang                              | Kaufmann in Schwarzwasser                                     | Städte                     | Jablunkau, Stotschau, Schwarzwasser                    |
| Josef Kubitza                            | Mühlenbesitzer in Groß-Olbersdorf                             | Landgemeinden              | Politischer Bezirk Troppau                             |
| Rudolf Schmuk                            | Erbrichtereibesitzer in Tyrn                                  | Landgemeinden              | Politischer Bezirk Troppau                             |
| Dr. jur. Franz Müller                    | mährisch-schlesischer Landesadvokat in Troppau                | Landgemeinden              | Politischer Bezirk Freiwaldau                          |
| Anton Piatke                             | Gemeindevorsteher und Grundbesitzer in Aubeln                 | Landgemeinden              | Politischer Bezirk Jägerndorf                          |
| Hermann Kudlich                          | Privatier in Troppau                                          | Landgemeinden              | Politischer Bezirk Jägerndorf                          |
| Anton Swiežy                             | Gutsbesitzer in Seibersdorf                                   | Landgemeinden              | Politischer Bezirk Teschen mit Freistadt, Jablunkau    |
| Georg Cienciala                          | Gemeindevorstand in Mistzowitz                                | Landgemeinden              | Politischer Bezirk Teschen mit Freistadt, Jablunkau    |
| Dr. jur. Karl Kotek                      | mährisch-schlesischer Landesadvokat in Friedek                | Landgemeinden              | Steuerbezirke Friedek, Oderberg                        |
| Johann Zahradnik                         | Pfarrer in Großzietz                                          | Landgemeinden              | Politischer Bezirk Bielitz                             |

## Landesausschuss
Mitglieder des  Landesausschusses waren:
| Abgeordneter          | Funktion        |
| --------------------- | --------------- |
| Amand von Kuenburg    | Landeshauptmann |
| Karl Wilhelm Dietrich | Stellvertreter  |
| Anton Heinz           | Beisitzer       |
| Franz Müller          | Beisitzer       |
| Zdenko von Sedlnitzky | Beisitzer       |

## Ausschüsse
Es bestanden folgende Ausschüsse:
| Nr. | Ausschuss                                                                  | Obmann                  | Mitglieder                                                                                              |
| --- | -------------------------------------------------------------------------- | ----------------------- | --- |
| 1   | Justiz und politische Angelegenheiten                                      | Rudolf Theodor Seeliger | Karl Kotek, Emerich von Mattencloid, Anton Heinz, Emanuel von Spens, Anton Piatke, Josef Preiß          |
| 2   | Kultus- und Unterrichts-Angelegenheiten und Wohltätigkeits-Angelegenheiten | Karl Wilhelm Dietrich   | Johann von Demel, Hermann Kudlich, Theodor Haase, Viktor Lang, Johann Zahradnik, Rudolf Schmuk          |
| 3   | Volkswirtschaft, Militärangelegenheiten und öffentliche Sicherheit         | Zdenko von Sedlnitzky   | Josef Kubitza, Emil Rodler, Georg Cienciala, Moritz Rohrmann, Adolf Latzel, Franz Müller                |
| 4   | Finanz-Angelegenheiten                                                     | Georg von Beess         | Max Menger, Emanuel Glaßner, Franz von Miller, Ludwig Wellersdorf, Eduard Neusser, Karl Dorasil         |
| 0   | Geschäftsbericht des Landesausschusses                                     | Johann von Demel        | Karl Kotek, Moritz Rohrmann, Max Menger, Johann Zahradnik                                               |
| 0   | Landwirtschaftliche Lehranstalten                                          | Johann von Demel        | Georg von Beess, Emanuel von Spens, Adolf Latzel, Moritz Rohrmann, Zdenko von Sedlnitzky, Josef Kubitza |
| 0   | Revision der Landesordnung und Landtags-Wahlordnung                        | Rudolf Theodor Seeliger | Johann von Demel, Max Menger, Emanuel von Spens, Georg von Beess, Karl Kotek                            |